# رهف المنصوري
رهف عادل المنصوري، من مواليد 25 أبريل 1997، هي لاعبة كرة قدم سعودية، تلعب بمركز خط الوسط، انضمت لنادي الأهلي السعودي للسيدات سنة 2023.